# Осада Смоленска (1285)
Осада Смоленска — неудачная осада Смоленска войсками Брянского княжества во главе с Романом Старым. Был сожжён пригород. Смоленск защищал гарнизон во главе с князем Фёдором Ростиславичем Чёрным.
Поход датируется 1285 годом исходя из Лаврентьевской летописи. В более поздней и потому менее надёжной Никоновской летописи указан следующий год.
Поход мог быть вызван противостоянием русских князей — сторонников Ногая, правителя «дунайского улуса», и северо-восточных русских князей-сторонников волжской Орды, среди которых были Андрей Александрович и Фёдор Чёрный (в том же году произошла междоусобица и разорение Курской земли баскаком Ногая Ахматом и поход войск сарайского хана на Дмитрия Александровича владимирского). Главой похода некоторые историки (в частности, Голубовский П. В., взявший вслед за Никоновской летописью 1286 год) считали Романа брянского Романом Глебовичем смоленских из Ростиславичей, однако ошибочно. Переход Брянского княжества под власть смоленских князей произошёл в начале-середине 1290-х годов, возможно под влиянием Сарая. Смоленские князья могли получить права на Брянск, т.к. Глеб Ростиславич смоленский мог быть женат на одной из дочерей Романа брянского.